# مسجد رحمت‌آباد
مسجد رحمت آباد مربوط به دوره پهلوی است و در شهرستان خاتم، بخش مرکزی، دهستان فتح‌آباد، روستای رحمت آباد واقع شده و این اثر در تاریخ ۷ اسفند ۱۳۸۶ با شمارهٔ ثبت ۲۱۷۰۳ به‌عنوان یکی از آثار ملی ایران به ثبت رسیده است.